# Jennifer Welles
Jennifer Welles (Nueva Jersey; 15 de marzo de 1937-Arizona; 26 de junio de 2018) fue una actriz pornográfica y estríper estadounidense.

## Biografía
Jennifer Welles nació en el estado de Nueva Jersey, creciendo en la localidad de Hackensack. En su infancia comenzó a bailar ballet. A los 9 años debutó como bailarina en un programa de televisión. En la adolescencia, abandonó el instituto para trabajar como bailarina en diversas producciones musicales de verano itinerantes, como The Pyjama Game. Después de eso, pasó varios años bailando en Las Vegas. Al regresar a Nueva York a principios de la década de 1960, comenzó a trabajar como bailarina de burlesque, a veces abriendo espectáculos para comediantes.
Trabajando en varias compañías de burlesque como Minsky's Burlesque, comenzó sus estudios de actuación con Sanford Meisner en la Escuela Neighborhood Playhouse. A finales de los años 1960 dio un vuelco a su carrera cuando decidió entrar en la industria pornográfica, debutando como actriz en 1969, a los 32 años. Al igual que otras tantas actrices que comenzaron con más de treinta años en la industria, por su físico, edad y atributos fue etiquetada como una actriz MILF, siendo una de las actrices destacadas de la generación dorada del porno.
Como actriz, trabajó para directores como Ron Sullivan, Joel Reed y Joe Sarno; y rodó para estudios como Retro-Seduction Cinema, Video X Pix, Gourmet/GVC, VCA Pictures, Ribu Video, After Hours Cinema, Alpha Blue, Western Visuals o Ventura.
A mediados de la década de 1970, cuando las películas de porno softcore empezaban a quedar obsoletas, Welles se pasó al porno hardcore, convirtiéndose rápidamente en una estrella, ganando en 1977 el premio a la Mejor actriz de la Asociación de Cine de Adultos de América por su papel en Erotic Adventures Of Little Orphan Sammy. En aquellos años Welles fue también editora de la revista pornográfica Eros y modelo erótica en Bizarre, con el nombre de Lisa Duran.
En 1977 debutó como directora con Inside Jennifer Welles, que sería una de las películas más famosas de su repertorio, y en la que participó rodando todas las escenas de sexo anal, lésbico y gang bang.
Se retiró en 1978, habiendo aparecido hasta entonces en un total de 29 películas como actriz. Se retiró a una finca del estado de Arizona, donde residió hasta su muerte, sucedida el 26 de junio de 2018. En 1996 se le reconoció su trayectoria y su nombre ingresó en el Salón de la fama de AVN.
Algunas películas suyas fueron Abigail Leslie Is Back in Town, Blonde Velvet, Expose Me, Lovely, HoneyPie, Sexualist, Sweet Cakes, Temptations, Thunderbuns, True Legends of Adult Cinema, Uncontrollable Urge o Virgin and the Lover.

## Premios y nominaciones
| Año  | Ceremonia        | Resultado | Premio       | Trabajo                                  |
| ---- | ---------------- | --------- | ------------ | ---------------------------------------- |
| 1977 | AFAA Awards      | Ganadora  | Mejor actriz | Erotic Adventures Of Little Orphan Sammy |
| 1977 | X-Caliber Awards | Ganadora  | Mejor actriz | Erotic Adventures Of Little Orphan Sammy |